# Bakacz (osiedle)
Bakacz (ros. Бакач) – osiedle przy stacji kolejowej w zachodniej Rosji, w wołoscie Wiazjewskaja (osiedle wiejskie) rejonu diedowiczskiego w obwodzie pskowskim.

## Geografia
Miejscowość położona jest w ponliżu rzeki Bokacz, 9,5 km od centrum administracyjnego osiedla wiejskiego (Pogostiszcze), 10,5 km od centrum administracyjnego rejonu (Diedowiczi), 98 km od stolicy obwodu (Psków).

## Demografia
W 2010 r. miejscowość liczyła sobie 2 mieszkańców.